# Ferencz Gyula
Ferencz Gyula (Sopron, 1937. augusztus 20. – 2021. december 17. vagy előtte) labdarúgó, hátvéd, sportvezető.

## Pályafutása
A Soproni VSE csapatában kezdte a labdarúgást. 1962 és 1970 között a Salgótarján labdarúgója volt. Az élvonalban 1962. szeptember 29-én mutatkozott be az MTK ellen, ahol csapata 2–0-s vereséget szenvedett. Tagja volt az 1967-es magyar kupa-döntős csapatnak. Az élvonalban összesen 166 mérkőzésen lépett pályára.
Visszavonulása után az SBTC labdarúgó-szakosztályának elnöke lett (1971–1977). Ekkor érte el a salgótarjáni csapat legnagyobb sikerét: bronzérmes lett a bajnokságban és az UEFA-kupában szerepelt. Két alkalommal választották be az MLSZ elnökségébe (1986–1989, 2000–2005). 1996-tól a Nógrád Megyei Labdarúgó-szövetség elnöke volt.

## Sikerei, díjai
- Magyar kupa (MNK)
  - döntős: 1967
- MLSZ 75 éves jubileumi emlékérem (1976)
- Nógrád Megye Sportjáért Érdemérem (1985)
- Magyar Sportért Érdemérem (1997)
- Magyar Labdarúgásért Arany Érdemérem (2000)
- MLSZ 100 éves jubileumi emlékérem (2001)
- Nemzetközi Labdarúgó Szövetség (FIFA) elismerő oklevél (2001)
- Puskás Ferenc emlékérem (2002)
- Salgótarján Sportjáért Érdemérem (2007).